# Supercar Gattiger/Mysha
Supercar Gattiger/Mysha è un singolo split di Superobots e Rocking Horse, pubblicato nel 1981. Sono di fatto lo stesso gruppo che usava denominazioni diverse a seconda della tipologia di brano ("Superobots" per le sigle di anime dedicate ai robot e "Rocking Horse" per gli altri generi).

## Tracce
1. Superobots – Supercar Gattiger – 3:20 (testo: Gloria Martino – musica: Alessandro Centofanti)
2. Rocking Horse – Mysha – 3:22 (testo: Lucio Macchiarella – musica: Douglas Meakin, Mike Fraser)

## Descrizione
Supercar Gattiger è un brano musicale scritto da Gloria Martino, su musica e arrangiamento di Alessandro Centofanti e inciso dai Superobots, come sigla dell'anime omonimo. Nel 1978 (tre anni prima dell'incisione del 45 giri della sigla), Ennio Morricone compose la colonna sonora del film Così come sei, con l'ausilio di Alessandro Centofanti per gli arrangiamenti, tra le cui tracce il brano Dance On, una versione strumentale della sigla di Gattiger. Lo stesso motivo verrà utilizzato da Carlo Verdone nei suoi film Un sacco bello e Bianco, rosso e Verdone. Di fatto quindi la sigla di Gattiger altro non è che un riadattamento con testo di questo motivo. Il ritornello che intona "Supercar Gattiger" nel 1998 venne campionato e usato nel brano dance Tonite dei Supercar.
Mysha è un brano musicale scritto da Lucio Macchiarella su musica e arrangiamento di Mike Fraser e Douglas Meakin, incisa dai Rocking Horse come sigla dell'anime omonimo.